# Pepe Moreno
Pepe Moreno, nome artístico de Pépio Barbosa de Souza (Macaúbas, ) é um cantor e compositor brasileiro de forró eletrônico, conhecido pela música do gênero lançada em 2007, "Menino de Rua", que teve grande sucesso.
É, no dizer do DJ Ivis, um dos precursores do ritmo, ao lado de Frank Aguiar e outros como Cintura de Mola, Washington Brasileiro e Zezo.

## Biografia
Filho de Osmar Marques de Souza e Tercília Barbosa Souza. Nasceu na comunidade de Veredinha, zona rural no município de Macaúbas, interior da Bahia. Ainda jovem mudou-se para São Paulo, onde trabalhou como camelô até "estourar" com "Menino de Rua" e canções que falam do cotidiano do povo brasileiro, como na jocosa "Acabar com a cachaça" ou "Peão de Obra", além de músicas dançantes como "Risca Faca" e "Boca do Lixo". "Risca Faca" chegou a ser regravada pela banda Aviões do Forró no álbum Volume 4.
Após o sucesso em 2007, ele teve outras canções conhecidas como "O cego e os três aleijados" e "Prostituta". Em 2019 o boato de sua morte circulou nas redes sociais, levando ao pronto desmentido. Em 2022 lançou a música “Eu Quero é Ser Gay” durante os festejos de São João na cidade natal, e no começo de 2023 provocou com a divulgação nacional teve reações diversas entre seus fãs, entre surpresa, apoio e alguma rejeição. Na região sertaneja baiana as reações negativas foram muito contundentes, fazendo com que várias pessoas se manifestassem em apoio ao artista, como o presidente do Grupo LGBT de Macaúbas (GLM), Vamberto Afonso Pereira (Nuno), que declarou então: “É bom ver a comunidade LGTBQI+ ser ouvida, sendo respeitada. O pouco que eu vi nas redes sociais, achei elogiosa a composição e a coragem do Pepe Moreno ter levado isso para o palco".